# Дябдар
Дябдар — мифопоэтический образ, в мифологии коренных народов Сибири и Дальнего Востока — огромный змей, который обитает под землёй и своим телом пролагает русла рек.

## Мифология
В мифологической картине мира эвенков Дябдар, наряду с мамонтом Сэли, участвовал в сотворении мира, формируя ландшафт земли. Мамонт ходил по воде и клыками поднимал землю со дна, а змей Дябдар своим извилистым телом создавал русла рек. После этого Дябдар и Сэли развязали войну, вследствие чего образовались горы и реки. За этот конфликт верховный бог отправил змея и мамонта под землю, где они стали стражниками входа в подземный мир.
У тунгусо-маньчжурских народов Дябдар представлялся как удав или уссурийский питон, который обладал способностью исцелять людей. Для этого представители коренных народов отлавливали в лесу питона, приносили его из леса в дом больного, окуривали дымом багульника, кормили и позволяли обвиться вокруг тела больного, для того, чтобы изгнать болезнь.

## Геральдика
Изображение змея Дябдара используется в геральдических элементах субъектов Российской Федерации, где проживают коренные народы Сибири и Дальнего Востока. В частности, змей Дябдар присутствует на гербе поселка Туры в Эвенкийском муниципальном районе Красноярского края и на гербе Могочинского района Забайкальского края.

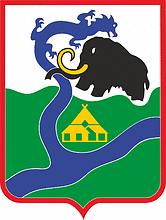
герб посёлка Туры